# Inge Stoll

Die Sieger des Eläintarhanajo 1958: (v. l. n. r.) Jacques Drion, Inge Stoll, Ernst Hiller und Austin Carson

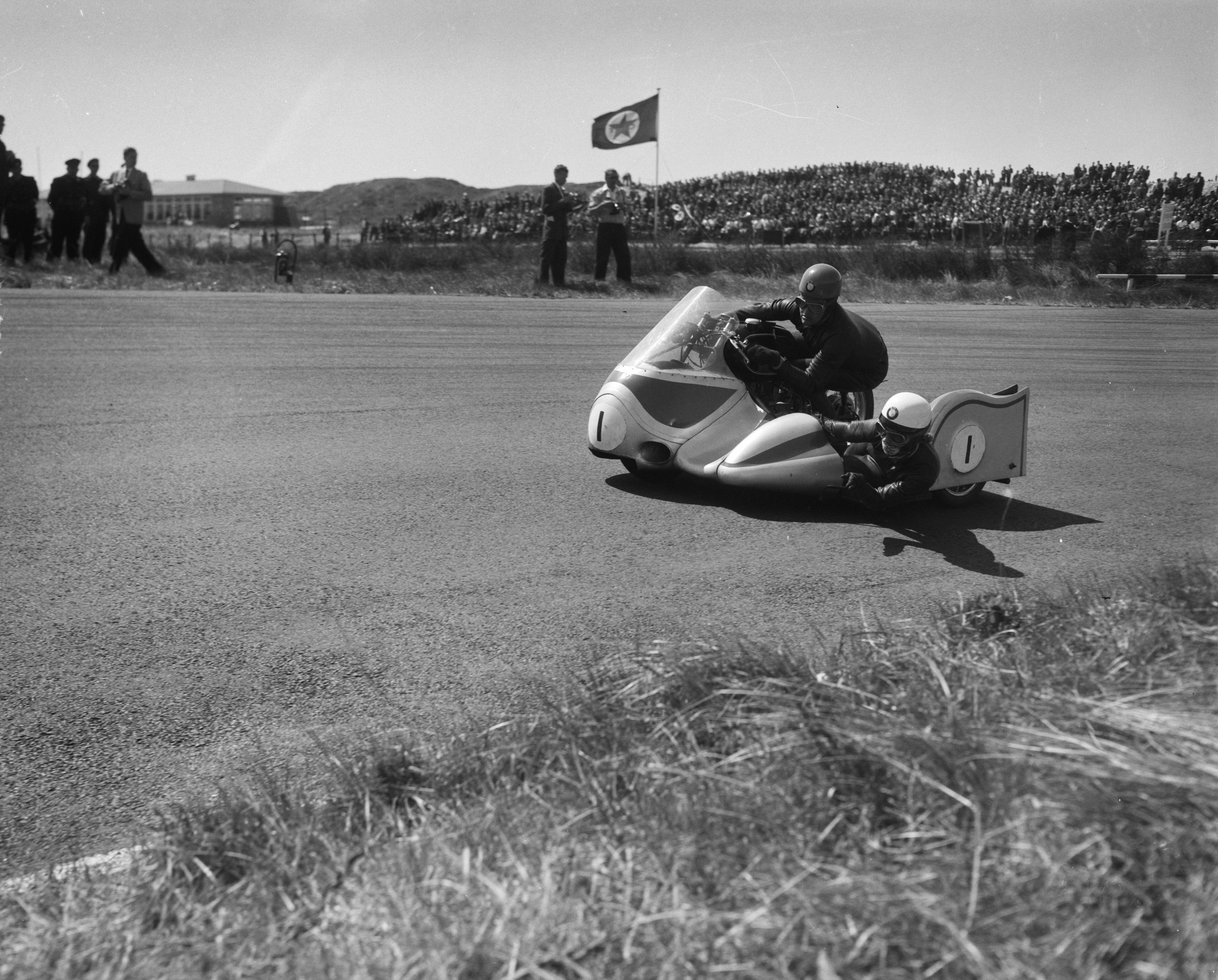
Drion / Stoll 1956 in Zandvoort

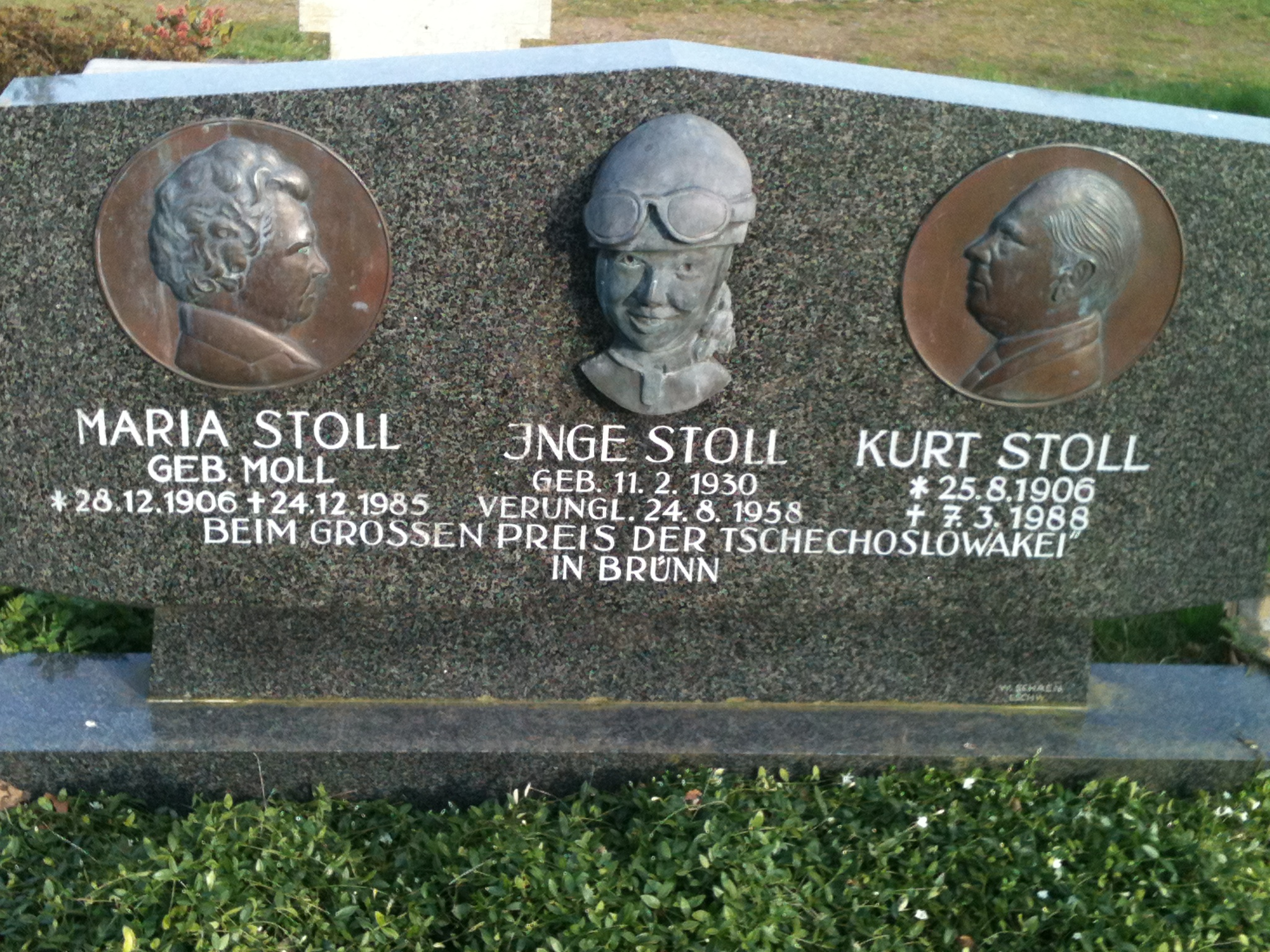
Grabstelle der Familie Stoll

Ingeborg „Inge“ Stoll-Laforge (* 11. Februar 1930 in Breinig; † 24. August 1958 in Brünn, Tschechoslowakei) war eine deutsche Motorradrennfahrerin.

## Biografie
Inge Stoll stammte aus einer engagierten Rennfahrerfamilie. Vater Kurt Stoll konnte mit seiner Frau, einer geborenen Moll, als Gespannfahrer während seiner sportlichen Karriere einige Achtungserfolge erzielen. Er unterhielt lange Zeit in Breinig eine Fahrschule.
Inge Stoll begann ihre Motorsportkarriere mit 17 Jahren als Beifahrerin ihres Vaters. Mit ihrem späteren Fahrer, dem Franzosen Jacques Drion, war sie jedoch weit erfolgreicher. 1952 und 1954 wurden beide französische Meister. Von 1952 bis 1957 nahmen sie mit ihrem Norton-Gespann an den Seitenwagenrennen der Motorrad-Weltmeisterschaft teil. Dabei erreichten sie folgende Plätze:
- 1952: Platz 5
- 1953: Platz 3
- 1954: Platz 7
- 1955: Platz 4
- 1956: Platz 11
- 1957: Platz 9

Inge Stoll war 1954 die erste Frau, die an der berühmten Isle of Man TT teilnahm. Hier belegte sie mit ihrem Rennpartner Platz fünf. 1957 war sie noch einmal am Start, musste aber verletzt aufgeben.
Zusammen mit Jacques Drion gewann sie am 15. Mai 1958 den nicht zu den Weltmeisterschaftsläufen gehörenden Großen Preis von Finnland in Helsinki, am 1. Juni 1958 auf dem Circuit de Pernes-les-Fontaines (Frankreich) und am 29. Juni 1958 auf dem Circuit d’Obernai (Frankreich).
Im Mai 1958 heiratete sie Manfred Grunwald, der 1957 als Fritz Hillebrands Beiwagenfahrer Weltmeister wurde. Anfang 1958 erklärte Inge Stoll, in diesem Jahr die letzte Saison zu fahren. Sie verunglückte am 24. August 1958 beim tschechoslowakischen Grand Prix auf dem Masaryk-Ring nahe Brünn tödlich. Auf der zweiten Position liegend kam das Gespann in der letzten Runde in einer Rechtskurve von der Strecke ab. Es berührte einen Zaun und überschlug sich mehrfach. Inge Stoll starb noch am Unfallort, ihr Partner Jacques Drion verstarb am gleichen Tag im Krankenhaus.
Das Grab von Inge Stoll befindet sich in Breinig (heute ein westlicher Stadtteil von Stolberg (Rhld.)) in der Städteregion Aachen. Die Stadt Stolberg hat 2015 ihr zu Ehren eine Straße im Stadtteil Breinig benannt.